# 埃维莱尔
埃维莱尔（法語：Évillers）是法国杜省的一个市镇，属于蓬塔利耶区（Pontarlier）勒维耶县（Levier）。该市镇总面积13.02平方公里，2009年时的人口为321人。

## 人口
埃维莱尔人口变化图示